# Palaeospheniscus biloculatus
A Palaeospheniscus biloculatus a madarak (Aves) osztályának pingvinalakúak (Sphenisciformes) rendjébe, ezen belül a pingvinfélék (Spheniscidae) családjába és a Palaeospheniscinae alcsaládjába tartozó fosszilis faj.

## Tudnivalók
A Palaeospheniscus biloculatus a kora miocén korszak idején élt, ott ahol manapság Argentína van. Maradványait a Chubut tartományban levő Gaiman város mellett találták meg; ez a lelőhely az úgynevezett Patagonian Molasse-formációnak része.
Az állat körülbelül akkora volt mint egy modern, kisebb méretű szamárpingvin (Pygoscelis papua). A faj két felkarcsont (humerus) (AMNH 3341 és AMNH 3346) (Simpson, 1946) alapján lett leírva.
2007-ig ez a pingvinfajt a Chubutodyptes nembe volt besorolva; manapság ez a nemi szintű taxon többé nem érvényes.

### Fordítás
- Ez a szócikk részben vagy egészben  a   Palaeospheniscus biloculatus című angol Wikipédia-szócikk ezen változatának fordításán alapul.  Az eredeti cikk szerkesztőit annak laptörténete sorolja fel. Ez a jelzés csupán a megfogalmazás eredetét és a szerzői jogokat jelzi, nem szolgál a cikkben szereplő információk forrásmegjelöléseként.